# Heliconius fornaria
Heliconius fornaria är en fjärilsart som beskrevs av William Chapman Hewitson 1854. Heliconius fornaria ingår i släktet Heliconius och familjen praktfjärilar. Inga underarter finns listade i Catalogue of Life.